# Jhon Vélez
Jhon Jaider Vélez Carey (Barranquilla, 25 de julio de 2003) es un futbolista colombiano que juega como mediocampista en Barranquilla F. C. de la Categoría Primera B.

## Trayectoria
Nacido en el barrio Rebolo de Barranquilla es el menor de tres hermanos. Se interesó por el fútbol cuando era un niño. Conoció al entrenador de fútbol amateur local Carlos de la Rosa, quien lo ayudaría económicamente con botas, equipo y gastos de viaje cuando su familia no podía hacerlo.
Jugó su primer fútbol con el club aficionado Atalanta Luz de Sión, antes de ser invitado a unirse a un equipo de distrito llamado Todo bien por Killa en 2015, con quien participó en la Liga Promises 2015, donde se enfrentó a varios equipos españoles. Jugó para el Quilla FC antes de realizar una prueba exitosa con el equipo profesional Barranquilla en 2018.
Después de las impresionantes actuaciones con Barranquilla, el club matriz del equipo, Atlético Junior, y su entrenador en ese momento, Juan Cruz Real, querían convocarlo al equipo, pero el técnico de Barranquilla, Arturo Reyes, decidió no hacerlo, ya que consideró que la experiencia en la segunda división colombiana era mejor. Sin embargo, al año siguiente,  se unió al Atlético Junior, e hizo su debut en una derrota por 1-0 ante el Deportivo Pasto el 19 de febrero de 2023. A pesar de no haber disputado todos los partidos del Atlético Junior, sus actuaciones con el equipo, así como a nivel internacional juvenil, llamaron la atención del club inglés Brighton & Hove Albion y del club portugués Porto.

## Estadísticas

### Clubes
| Club                          | Div.          | Temporada     | Liga  | Liga  | Liga  | Copa  | Copa  | Copa   | Internacional | Internacional | Internacional | Total | Total | Total  |
| Club                          | Div.          | Temporada     | Part. | Goles | Asist | Part. | Goles | Asist. | Part.         | Goles         | Asist.        | Part. | Goles | Asist. |
| ----------------------------- | ------------- | ------------- | ----- | ----- | ----- | ----- | ----- | ------ | ------------- | ------------- | ------------- | ----- | ----- | ------ |
| Barranquilla F. C. · Colombia | 2.ª           | 2021          | 23    | 0     | 2     | 4     | 0     | 0      | -             | -             | -             | 27    | 0     | 2      |
| Barranquilla F. C. · Colombia | 2.ª           | 2022          | 21    | 0     | 0     | 1     | 0     | 0      | -             | -             | -             | 22    | 0     | 0      |
| Barranquilla F. C. · Colombia | 2.ª           | 2025          | 3     | 0     | 0     | -     | -     | -      | -             | -             | -             | 3     | 0     | 0      |
| Barranquilla F. C. · Colombia | Total club    | Total club    | 47    | 0     | 2     | 5     | 0     | 0      | -             | -             | -             | 52    | 0     | 2      |
| Junior · Colombia             | 1.ª           | 2023          | 20    | 0     | 2     | 1     | 0     | 0      | 1             | 0             | 0             | 22    | 0     | 2      |
| Junior · Colombia             | 1.ª           | 2024          | 23    | 0     | 0     | 1     | 0     | 0      | 2             | 0             | 0             | 26    | 0     | 0      |
| Junior · Colombia             | 1.ª           | 2025          | 7     | 0     | 0     | -     | -     | -      | 1             | 0             | 0             | 8     | 0     | 0      |
| Junior · Colombia             | Total club    | Total club    | 50    | 0     | 2     | 2     | 0     | 0      | 4             | 0             | 0             | 56    | 0     | 2      |
| Total carrera                 | Total carrera | Total carrera | 97    | 0     | 4     | 7     | 0     | 0      | 4             | 0             | 0             | 108   | 0     | 4      |

### Selección
| Selección         | Año   | Amistosos | Amistosos | Amistosos | Mundial | Mundial | Mundial | Continental | Continental | Continental | Total | Total | Total |
| Selección         | Año   | Part.     | Goles     | Asis.     | Part.   | Goles   | Asis.   | Part.       | Goles       | Asis.       | Part. | Goles | Asis. |
| ----------------- | ----- | --------- | --------- | --------- | ------- | ------- | ------- | ----------- | ----------- | ----------- | ----- | ----- | ----- |
| Sub-20 · Colombia | 2021  | 2         | 0         | 0         | —       | —       | —       | —           | —           | —           | 2     | 0     | 0     |
| Sub-20 · Colombia | 2022  | 8         | 1         | 0         | —       | —       | —       | 3           | 0           | 0           | 11    | 1     | 0     |
| Sub-20 · Colombia | 2023  | 1         | 0         | 0         | 4       | 0       | 0       | 6           | 0           | 1           | 11    | 0     | 1     |
| Total             | Total | 11        | 1         | 0         | 4       | 0       | 0       | 9           | 0           | 1           | 24    | 1     | 1     |

## Palmarés

### Títulos nacionales
| Título              | Equipo | País     | Año  |
| ------------------- | ------ | -------- | ---- |
| Categoría Primera A | Junior | Colombia | 2023 |

### Títulos internacionales
| Título                  | Equipo           | Sede     | Año  |
| ----------------------- | ---------------- | -------- | ---- |
| Torneo Odesur de Fútbol | Selección Sub-20 | Asunción | 2022 |